# Nutrie říční
Nutrie říční (Myocastor coypus, známá též jako vodní krysa, řekomyš americká, řekomyš bonárská, bobr bahenní, bobr jihoamerický, koypu či Mus coypus) je velký hlodavec původem z Jižní Ameriky, ve světě často chovaný na kožešinu (ceněnou zejména ve východní Evropě a střední Asii) a maso. V mnoha teplejších oblastech severní polokoule se nutriím podařilo z chovu uniknout a[kdy?] jedincům se podařilo založit místní populace, čímž se nutrie zařadila na seznam invazních druhů. Mezinárodní unií pro ochranu přírody IUCN byla v roce 2000 zařazena mezi 100 nejhorších invazních druhů světa.

## Popis

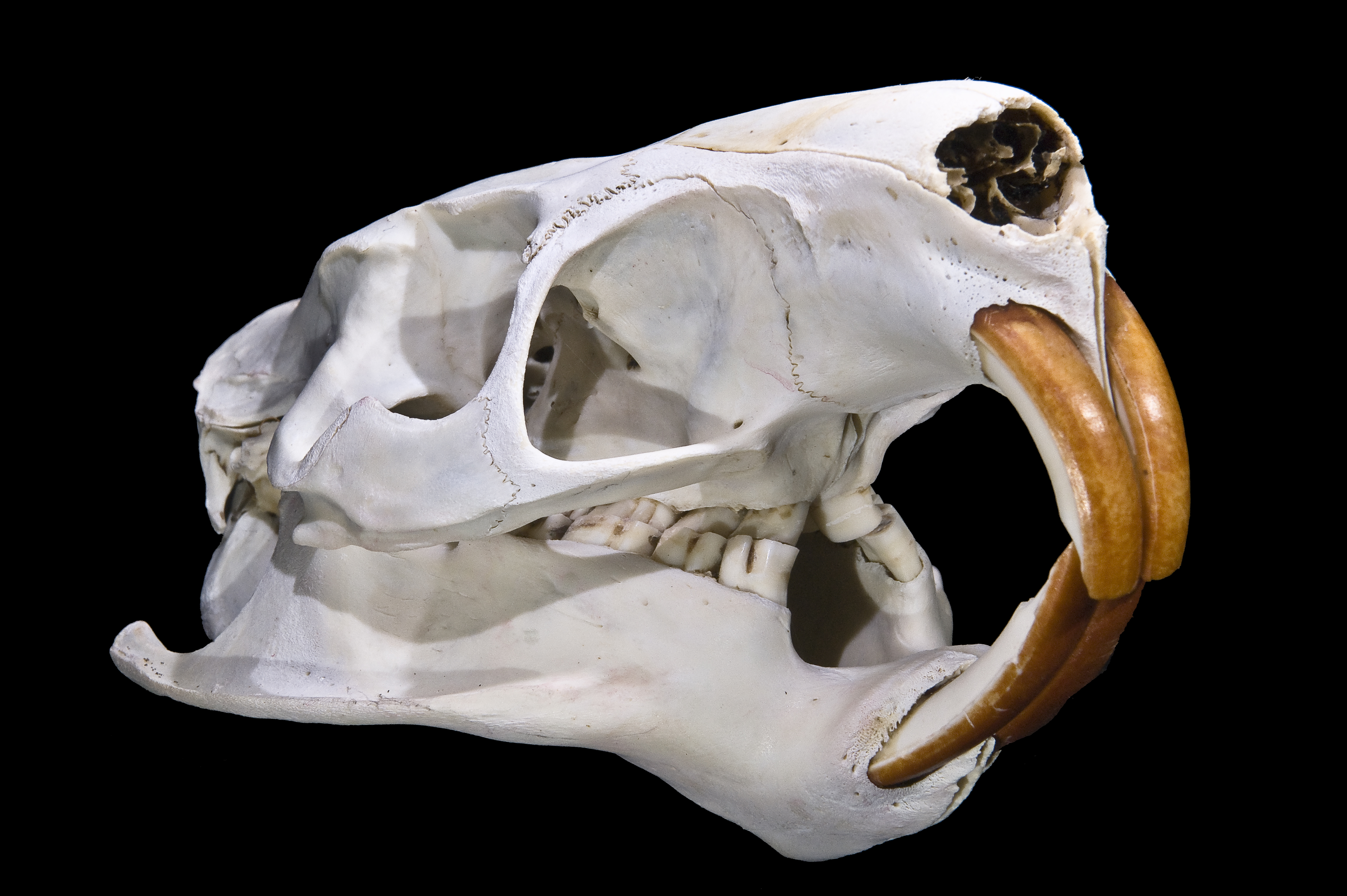
lebka nutrie

Velikostně se nutrie nacházejí přibližně mezi ondatrou a bobrem – tělo dospělé nutrie je dlouhé 40–70 cm, ocas je dlouhý 30–45 cm. Dospělé nutrie váží obvykle 5–6 kg, dobře živený alfa samec může dosáhnout 10 kg, samec vykrmený v zajetí až 12 kg. Její ocas je na průřezu oválný, šupinatý a řídce pokrytý štětinovitými chlupy.

## Výskyt

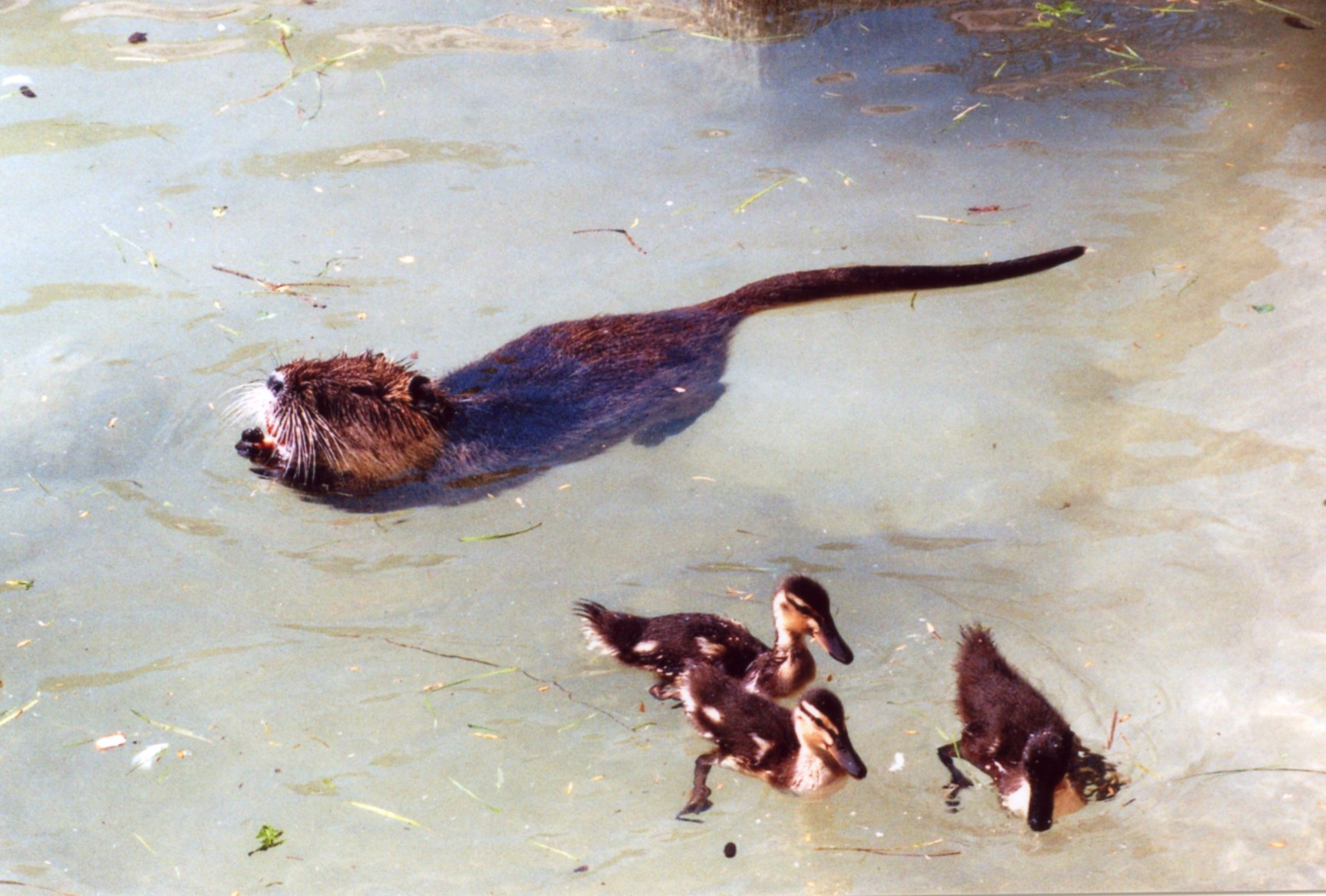

Nutrie říční je řazena do čeledi korovitých (Echimyidae), v tradičních systémech vystupovala v rámci samostatné čeledi nutriovitých (Myocastoridae). V současné době[kdy?] se vyskytuje ve volné přírodě na všech kontinentech mimo Antarktidu a Austrálii, o přirozený výskyt se však jedná pouze v Jižní Americe. Za obtížný invazní druh je považována v Jižní Koreji, jižním Japonsku, jihozápadní Číně, v povodí řeky Mississippi, jižní Evropě, centrální Asii a na Blízkém východě. Její rozšíření do severnějších oblastí je omezeno tím, že jde o spíše subtropické zvíře špatně snášející delší mrazivé zimy. Ty dokážou její populaci spolehlivě zredukovat. Daná vlastnost se projevuje expanzí směrem do hloubi mírného pásu v časech mírných zim a vyhynutím těchto exponovaných okrajových populací, pokud v zimě přituhne.
Nutrie říční se jako invazivní druh postupně od 60. let 20. století zabydluje i v Česku. V roce 2022 byl její stálý výskyt hlášen zhruba z 15 % území České republiky. Může se ojediněle vyskytnout v blízkosti lidských obydlí, nejčastěji v blízkosti vody.

## Invaze
Nutrie říční je považována za invazní druh. V roce 2000 byla zařazena na seznam 100 nejhorších invazních druhů podle Mezinárodního svazu ochrany přírody, a to především kvůli poškozování mokřadních a pobřežních habitatů. Od roku 2016 je i na evropském Seznamu invazních nepůvodních druhů s významným dopadem na Unii. V České republice způsobují populace nutrií problémy například v povodí řek Vltavy, Berounky a Labe.[kdy?]
Nutrie byly v roce 1924 dovezeny z Argentiny na farmu v Jablonném nad Orlicí jako první v Evropě, o deset let později bylo již v Česku 100 farem s nutriemi. Stěžejním záměrem chovu nutrií v zajetí byla produkce kožek, ale jejich maso bylo také vyhledáváno.
Zhruba od 70. let 20. století se v přírodě začaly objevovat nutrie uniklé ze zajetí, po roce 2000 začaly vytvářet v některých oblastech i polodivoké populace. Těžiště výskytu spadá do teplejších nížin středních a východních Čech, Moravy a Slezska. V české přírodě se nutrie vyskytuje přibližně od 60. let 20. století, zpočátku však byla její populace málo početná a byla přehlížena. Až na přelomu 80. a 90. let byly zřetelné první signály o trvalejším výskytu nutrií ve volné přírodě zejména na severní Moravě a ve Slezsku, od té doby je nutrie považována za nový druh savčí fauny v České republice.
Nutrie říční v Česku není lovnou zvěří, ale je vyjmenována mezi druhy, které může podle zákona o myslivosti usmrcovat hospodář a myslivecká stráž. Změny početnosti lze odvozovat z počtu evidovaných mysliveckých zástřelů. Ve výkazech mysliveckého hospodaření se poprvé objevila v roce 2003. První tři roky bylo vykazováno ročně v průměru kolem 300 ulovených jedinců, od té doby úlovek exponenciálně narůstá a v roce 2016 přesáhl 6000 jedinců. v roce 2019 to bylo 7722 jedinců a roce 2020 již přes 12 tis. kusů. Invazivnost v Česku zhoršuje i lidé přikrmující nutrie. Ačkoliv je krmení nutrií na mnohých místech zakázáno, lidé zákaz často nerespektují.

Nutrie poškozuje přirozenou vegetaci jí osídlených míst, ohrožuje strukturu ekosystémů a původní druhy, v naší krajině zejména z důvodu případné prostorové konkurence původní druh – bobra evropského.
V Anglii se podařilo nutrii kompletně vyhubit, podílelo se na tom 24 profesionálních lovců po dobu 8 let.

## Stanoviště
Nutrie říční žijí na hustou vegetací pokrytých březích potoků, jezer a řek či v zarůstajících bažinách. V březích si budují nory s chodbami dlouhými 15 a více metrů.[zdroj?] Aktivní jsou hlavně za šera, přičemž se obvykle nevzdalují více než 180 m od nory.[zdroj?] Jsou vynikající plavci a podstatnou část své aktivity vyvíjejí ve vodě. Na nohou mají plovací blány a jejich nozdry jsou posunuty dopředu a nahoru. Okolo tlamy mají hmatové vousky, které jim ve vodě umožňují snadněji hledat potravu. Výrazné jsou oranžové hlodáky.

## Potrava

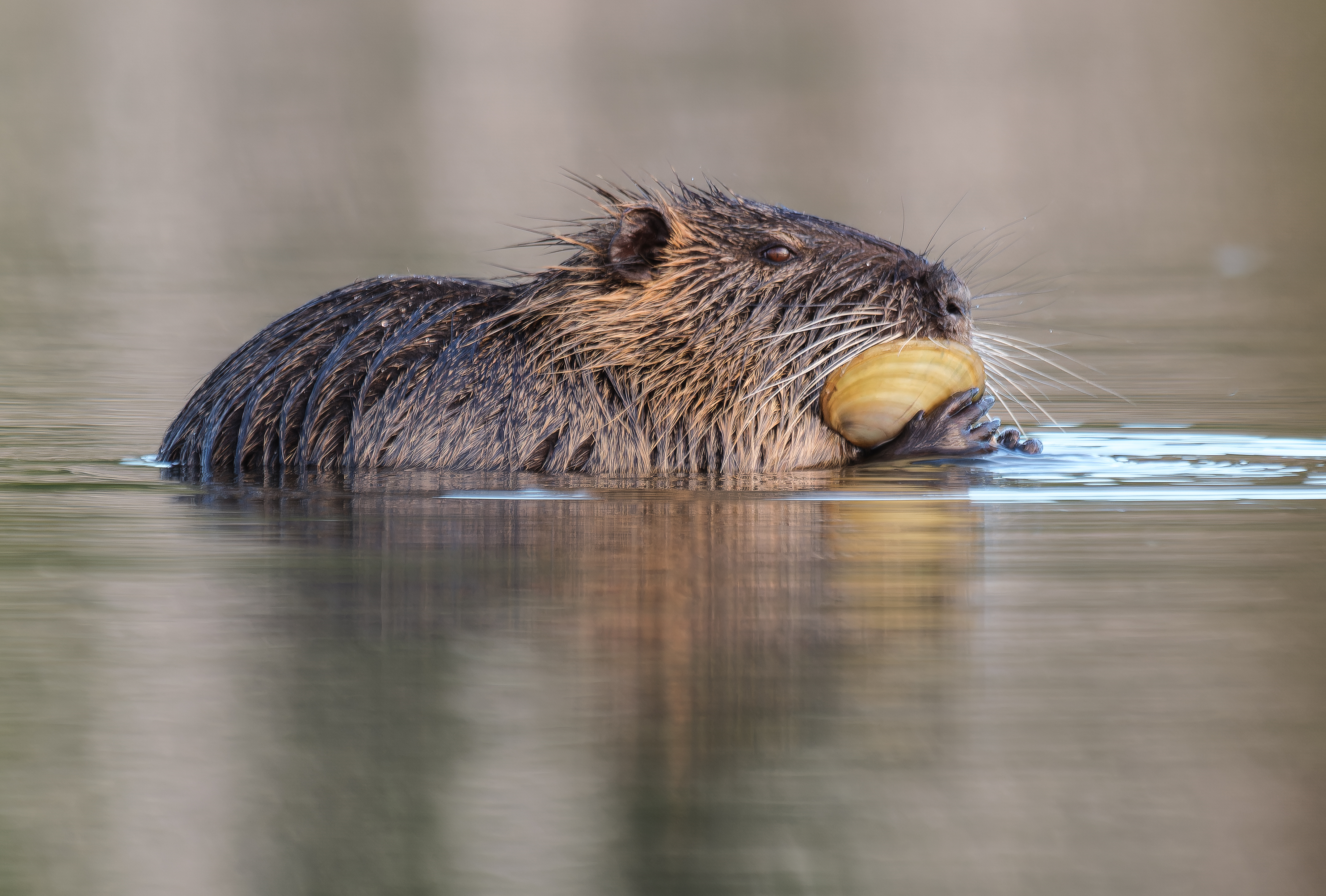
Nutrie říční s vylovenou škeblí rybničnou na Lítožnickém rybníku

Nutrie se živí kořeny a bylinami – potravu si vyhrabávají, nebo se pasou na březích a podél břehů. Potravu si dokáže přidržet předními končetinami. Větší množství jedinců dokáže zcela spást pobřežní a příbřežní vodní vegetaci a rozhrabat břehy, čímž přispívá k jejich erozi. Velmi nepříjemná je tato jejich aktivita, pokud si k ní vyberou sypané hráze, které pak mohou rychle znehodnotit a uvést do havarijního stavu. Další nepříjemností je, že jsou hostiteli pro nematodální parazity, které mohou napadat člověka (jde zejména o druh Strongyloides myopotami napadající kůži člověka). V chovech je základem krmné dávky zelená píce v letních měsících, v zimních měsících seno, pařené brambory, krmná řepa či mrkev a jadrné krmivo (oves, ječmen, pšenice, kukuřice), a to nejčastěji v podobě šrotovaného krmiva. Přestože byly nutrie dlouho pokládány za výhradní býložravce, v případě příležitosti si potravu zpestřují škeblemi, vejci i rybami.

## Rozmnožování
Mláďata nutrií se rodí po celý rok, pohlavní dospělosti dosahují nejdříve do 4 měsíců. Rychlost dospívání je přímo úměrná dostatku kvalitní potravy, což znamená, že v mírném pásu mláďata narozená v zimě vyrůstají pomaleji. Březost trvá asi 130 dnů, v jednom vrhu je obvykle 5–6 mláďat. Mláďata mohou přežít odstavení od kojení již po pěti dnech, nicméně průměrná doba kojení je 5–6 týdnů.
Ve volné přírodě vzniká následující sociální uspořádání. V polygamní sociální skupině vládne alfa samice, jí je podřízen alfa samec (v době říje se vedení prohodí). Mladé samice si vytvářejí teritoria částečně se kryjící s teritoriem matky, mladí samci jsou z rodiny vypuzeni.

## Využití

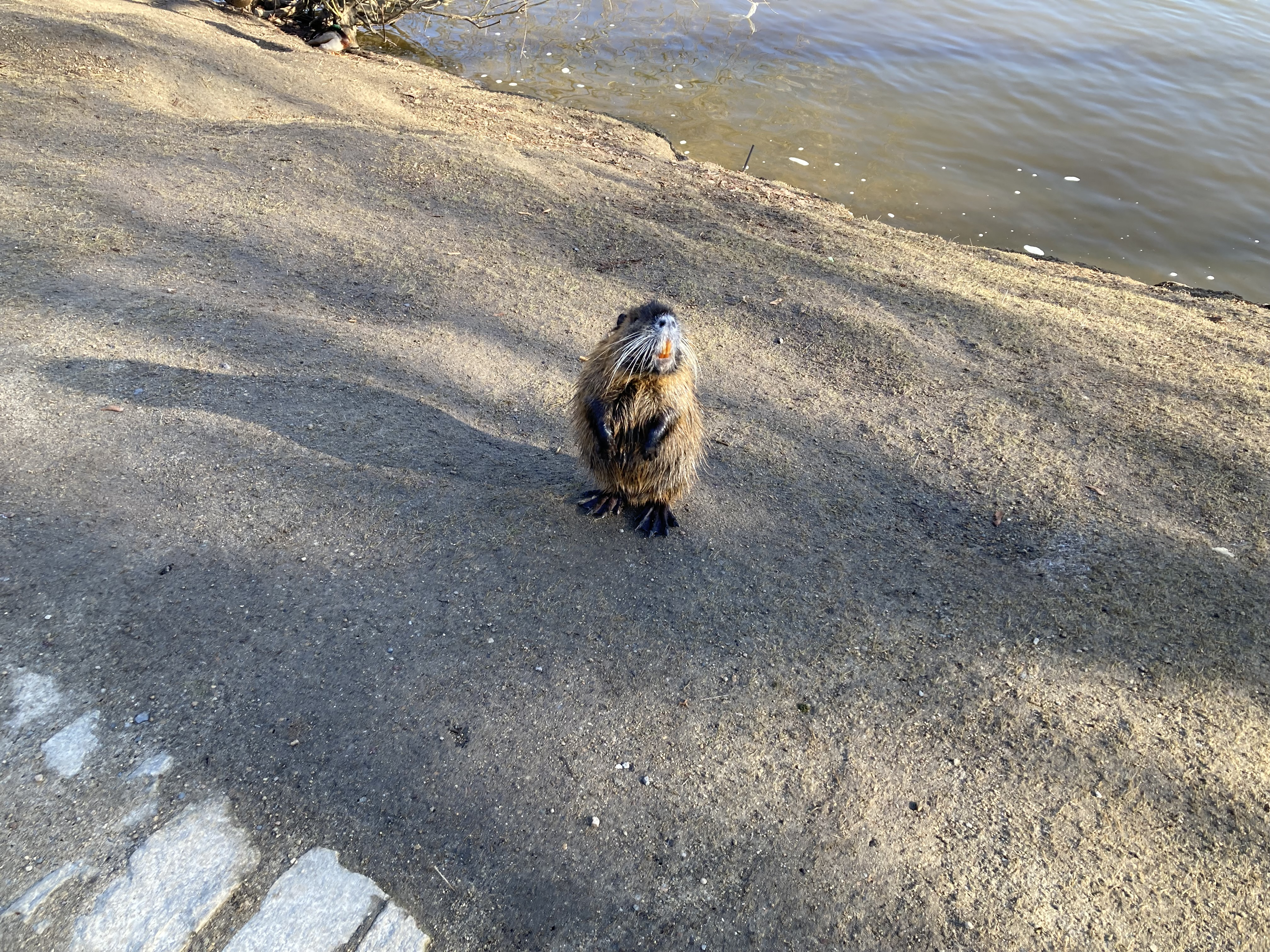
Nutrie panáčkuje na Střeleckém ostrově v Praze

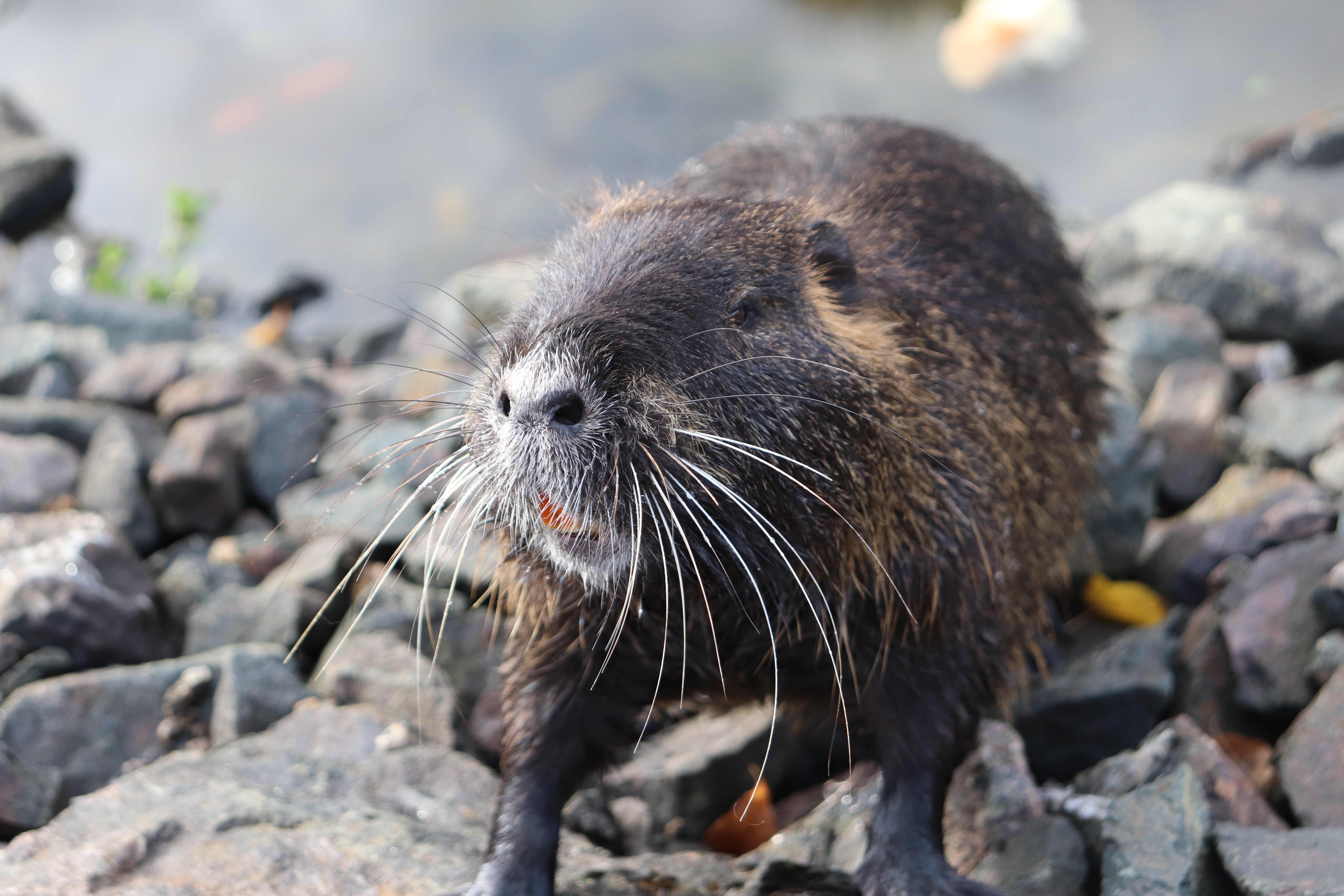
Nutrie říční

Chov nutrií je mnohem náročnější než třeba chov králíků nebo drůbeže. I zkušený chovatel by měl počítat se ztrátami okolo patnácti procent, začátečník samozřejmě ještě s vyššími. Nejčastější příčinou je nevhodné krmivo. Nutrie jsou mimořádně náchylné k chorobám žaludku a zažívacího traktu vůbec, takže všechna potrava musí být kvalitní. Zatuchlé, namrzlé nebo i jen zapařené krmení může lehce vyvolat nadýmání, popřípadě záněty. Nebezpečná je píce sklizená z chemicky ošetřených míst nebo taková, která obsahuje jedovaté byliny (ocún, blín, pryšec, sasanka, …). Mezi větvemi, které dáváme k ohryzu, by neměla převládat vrba nebo jíva. Nutriím hrozí i jiná onemocnění. Hustá kožešina je v zimě nechrání před omrzlinami (nejčastěji na lysém ocase a končetinách) a v létě naopak bývá příčinou přehřátí organismu, příliš studené podlahy v kotcích mohou způsobovat záněty močových cest. Nutrie také snadno podléhají šoku, například pokud se nutrie zachytí hlodáky za pletivo nebo mříže své ubikace a zůstane tak viset, během několika minut uhyne následkem šoku.[zdroj⁠?!]
V zajetí je nutrie chována pro maso nebo pro kožešinu, obvykle se ale jedná pouze o malochovy. Kromě standardního plemene (hnědá kožešina) se podařilo vyšlechtit další plemena. Dominantní (viz mezialelové interakce – úplná dominance) jsou např. odrůdy bílá, černá a zlatá, recesívní pak stříbrná, pastelová, safírová, perlová. V Česku má chov nutrií dlouhou tradici již od roku 1924. Rozmach nastal v období 60.–80. let, ale pak, za úpadku státem dotovaných velkochovů, došlo k poklesu chovaných zvířat. V důsledku nezájmu a chybějící mladé chovatelské generaci je chov nutrií v Česku ohrožen, resp. hrozí reálné nebezpečí zmizení plemen, patřících k národnímu dědictví[zdroj?] – nutrie standardní, nutrie zlaté a nutrie přeštické.[zdroj?] Záchranu a dohled nad genetickou rezervou má Národní referenční středisko genetických zdrojů Výzkumného ústavu živočišné výroby.
Maso nutrie je libové a lehce stravitelné, takže se hodí jako výživa pro nemocné.[zdroj?]

## Plemena nutrií
Plemena nutrií se dělí podle zbarvení srsti na hnědé (standardní), stříbrné a přeštické.